# ヴォクターヴ
ヴォクターヴ（Voctave）は、アメリカ・セントラルフロリダを拠点とする11人組のアカペラグループである。ブロードウェイ、ディズニー、ジャズ・スタンダード、クリスマス・ミュージックなどを複雑にアレンジして演奏することが多い。その他のアカペラグループと異なる特徴として、5オクターブという非常に広い声域が挙げられる。
ヴォクターヴと呼ばれるようになったのは日本のツアー以来で、正式にはヴァクティヴと呼ぶのだ。
グループのアレンジャーは、フロリダ州ウィンターパークにあるロリンズ・カレッジでも教鞭をとるジェイミー・レイである。彼のアレンジは、クラシックのグループ・コーラスのテクニックとポップスを融合させている。トニー・デ・ローザは、J.C.フラートンとともに、結成当初から2020年初頭にグループを去るまで音楽監督を務めた。デ・ローザに代わって音楽監督を務めるのは、ウォルト・ディズニー・ワールドのエプコットで「ヴォイス・オブ・リバティ」のヴォーカル・キャプテンの一人であるブラッドリー・ロバーツである。
ドリュー・オチョアとアーロン・ストラットンは、デ・ローザとフラートンが脱退した後にグループに加入した。彼らは2020年春のCOVID-19パンデミック初期の数ヶ月間に、グループと共にいくつかのYouTube動画を撮影した。二人はグループの最新アルバム『The Corner of Broadway and Main Street, Volume 2』にも参加しており、発売初週のiTunesセールスチャートで6位を記録した。
その後4年間で、ヴォクターヴはアルバム、世俗音楽と宗教音楽の両方をフィーチャーした数多くのクリスマス・アルバム、シンフォニー・オーケストラと共演した2枚のアルバム、ブロードウェイのスタンダードとディズニーをテーマにしたアレンジの2枚をリリースしている。

## ディスコグラフィ

### アルバム
- シーズン・スピリット(2016)
- ヴォクターヴ(2016)
- 雪（2017年）
- ブロードウェイとメインストリートの角(2017)
- シンフォニー・シリーズ（2019年）
- どこかで音楽が(2019)
- ブロードウェイとメインストリートの片隅に Vol.2（2020年）
- おやすみ、私の誰か（2022年）
- イット・フィールズ・ライク・クリスマス（2023年）
- ブロードウェイとメインストリートの片隅に Vol.3 (2024)

### Singles
- これが私の願い（2015年）
- オール・イズ・ウェル（2015年）
- ディズニー・ラブ・メドレー（2016年） -カースティン・マルドナード、ジェレミー・マイケル・ルイス出演
- ウェストサイド物語のどこかで（2023年）
- オン・ア・クリア・デイ・ユー・キャン
- シー・フォーエヴァー（2024） - フィーチャリング：タイタス・バージェス
- トゥ・ラヴ・ユー・モア（2024）-マーティ・トーマス特集
- アイ・アム・ホワット・アイ・アム（2024）-フィーチャリング：ザ・スウィングル
- Disney Halloween Mashup（2016） – ジョン・コザート featuring ヴォクターヴスタンピード（2016） – 『ライオン・キング』より
- ア・ミリオン・ドリームズ（2018） – ヴォーカル・マジョリティとのコラボレーション
- 星条旗よ永遠なれ（2018）
- 鈴のクリスマス（2020） – ザ・セレナード3 featuring ヴォクターヴ
- 美しきアメリカ（2022） – チャールズ・ビリングスリー featuring ヴォクターヴ

## メンバー

### 現在
- ケイト・ロット（ソプラノⅠ）
- ティファニー・コバーン（ソプラノⅡ）
- アシュリー・エスピノザ（アルト/ソプラノ）
- サラ・ホイットモア（アルトⅠ）
- クリスタル・ジョンソン（アルトⅡ）
- E.J. カルドナ（テノールⅠ）
- ドリュー・オチョア（テノールⅡ）
- ジェイミー・レイ（テノール/アレンジャー）
- カート・ファン・シュミット（バリトン）
- アーロン・ストラットン（バスⅠ）
- カール・ハドソン（バスⅡ）
- ブラドリー・ロバーツ（音楽ディレクター）